# Ignacio Biosca García
Ignacio Biosca García   (Barcelona, 17 de juliol de 1995), conegut com a Nacho Biosca, és un jugador d'handbol català, que ocupa la posició de porter.
Format al Futbol Club Barcelona, el 2014 va fitxar per l'Ademar León. El 2019 va decidir no renovar per l'equip castellà i marxar al Kadetten Schaffhausen suís.
Amb la selecció espanyola absoluta va participar en els Jocs Mediterranis de Tarragona de 2018 on va guanyar la medalla de bronze.